# Чосонський стрілець
Чосонський стрілець (кор. 조선 총잡이) — південнокорейський історичний серіал що транслювався щосереди та щочетверга з 25 червня по 4 вересня 2014 року на телеканалі KBS2.

## Сюжет
Чосон наприкінці ХІХ століття. Якщо сусідні країни пішли шляхом швидкої модернізації то в Кореї панували ідеї ізоляціонізму, чосонська армія все ще здебільшого озброєна мечами та луками а люди що наполягають на негайних змінах піддаються репресіям з боку впливових консерваторів. Король Коджон розуміє небезпеку сітуації та намагається модернізувати країну, але впливові консерватори всіляко перешкоджають процесу, вони не гребують навіть наклепом та вбивствами опонентів.
Пак Юн Ган син високопоставленого чосонського військового, Юн Ган з дитинства відточував майстерність володіння мечем, але коли його батька вбив стрілець, він зрозумів що ера меча минула. Змовники що стояли за вбивством його батька домоглися щоб і Юн Гана та його молодшу сестру покарали як дітей зрадника, відправивши у рабство. Юн Гану за допомогою Су Ін в останню мить вдається втекти, та дивом врятуватися від кулі стрільця. Юн Гану допоміг один з друзів батька втекти до Японії де він починає старанно навчатися володінню вогнепальною зброєю, та випадково потрапляє на службу до впливового японця. Повернувшись через декілька років до Кореї в якості торгівельного представника, він змушений використовувати ім'я Хасегава Ханджо тому що знаходиться у розшуку. Одного дня його випадково зустрічає та одразу впізнає Су Ін, але Ханджо незважаючи на всі доводи Су Ін заперечує що він Пак Юн Ган та стверджує що він японець, але довго дурити голову Су Ін йому не вдається.

## Акторський склад

### Головні ролі
- Лі Джун Гі — у ролі Пак Юн Гана / Хасегава Ханджо.[2][3] Юнак який ледве втік з Чосона через переслідування консерваторів, які вирішили знищити всю його родину. Через декілька років під іншим ім'ям він повернувся щоб помститися за смерть батька та врятувати з рабства молодшу сестру.
- Нам Сан Мі — у ролі Чон Су Ін[4]. Донька дворянина що мріяв о новому Чосоні, але був вбитий консерваторами. Су Ін з дитинства цікавилася всілякими речами із заходу які помалу проникали в Чосон. Після загибелі батька Су Ін вирішила здійснити його мрію, для чого старанно навчалася поводженню з порохом розуміючи що незабаром почнеться війна.
- Чон Хє Бін — у ролі Чхве Хьо Вон.[5] Єдина донька Вон Сіна, в дитинстві вони з батьком були рабами і тепер вона вважає що тільки гроші та влада вилікують старі рани. Хьо Вон у всьому допомагає батьку, вона харизматична, розсудлива але має крижане серце.
- Хан Чу Ван[en] — у ролі Кім Хо Гьона. Незаконнонароджений син прем'єр-міністра, одного з лідерів консерваторів. Але Хо Гьон на відміну від батька мріє о новому Чосоні, тому здружується з родиною Су Ін батько якої сприймає його як сина.
- Ю О Сон — у ролі Чхве Вон Сіна. Голова асоціації купців та найманий вбивця що працює на консерваторів. Раніше вони з донькою були рабами, але завдяки своїм вмінням та амбіціям він був звільнений. Посада голови купців для нього лише прикриття, насправді він тренує невелику армію що виконує замовлення на вбивства.

### Другорядні ролі
- Чхве Че Сон[en] — у ролі Пак Чін Хана. Батько Юн Гана та Юн Хи, голова королівської гвардії в обов'язки якого входила протидія противникам реформ, але через змову він був вбитий та звинувачений у зраді.
- Кім Хьон Су[en] — у ролі Пак Юн Ха. Після вбивства батька та втечі брата була відправлена у рабство.
- Чхве Чхоль Хо[en] — у ролі Мун Іль До. Права рука Чін Хана, розуміє що шефа підставили але зробити нічого не може.
- Лі Дон Хвї[en] — у ролі Хан Чон Хуна. Найкращий друг Юн Гана, працює в поліції.
- Чхве Чі На[en] — у ролі матері Юн Гана та Юн Ха. Загинула від рук бандитів коли Юн Ган був ще дитиною, пізніше він звинувачував батька в тому що той не зміг врятувати її.
- Ом Хьо Соп[en] — у ролі Чон Хве Рьона. Батько Су Ін, та друг Чін Хана.
- Кім Є Рьон[en] — у ролі дружини Чон Хве Рьона та матері Су Ін.
- Ан Чі Хьон[en] — у ролі Чан Ю. Віддана служниця Су Ін.
- Чхве Чон Вон[en] — у ролі Кім Чва Йон. Голова партії консерваторів.
- Ан Сок Хван[en] — у ролі Кім Бьон Дже.
- Лі Мін У[en] — у ролі короля Коджона.
- Ріохеї Отані[en] — у ролі Канемару. Японець який став особистим помічником Хасегава Ханджо.
- Кім Га Ин[en] — у ролі Ім Че Мі. Дівчина рабиня яка береться навчити Канемару корейській мові.

## Рейтинги
- Найнижчі рейтинги позначені синім кольором, а найвищі — червоним кольором.

| Серія            | Прем'єра         | Рейтинг        | Рейтинг      | Рейтинг        | Рейтинг     |
| Серія            | Прем'єра         | TNmS Ratings   | TNmS Ratings | AGB Nielsen    | AGB Nielsen |
| Серія            | Прем'єра         | По всій країні | Сеул         | По всій країні | Сеул        |
| ---------------- | ---------------- | -------------- | ------------ | -------------- | ----------- |
| 1                | 25 червня 2014   | 8,9 %          | 9,1 %        | 8,4 %          | 8,8 %       |
| 2                | 26 червня 2014   | 6,6 %          | 8,2 %        | 8 %            | 8,6 %       |
| 3                | 2 липня 2014     | 8,3 %          | 8,6 %        | 8 %            | 8,3 %       |
| 4                | 3 липня 2014     | 8 %            | 8,7 %        | 8,7 %          | 9,4 %       |
| 5                | 9 липня 2014     | 8,5 %          | 8,7 %        | 9,9 %          | 9,6 %       |
| 6                | 10 липня 2014    | 8,9 %          | 9,9 %        | 10,5 %         | 10,6 %      |
| 7                | 16 липня 2014    | 8,3 %          | 8,8 %        | 10,2 %         | 11,1 %      |
| 8                | 17 липня 2014    | 8,3 %          | 8,8 %        | 10,6 %         | 12,1 %      |
| 9                | 23 липня 2014    | 9,3 %          | 10,3 %       | 11,6 %         | 12,4 %      |
| 10               | 24 липня 2014    | 10,7 %         | 11,7 %       | 11,9 %         | 12,2 %      |
| 11               | 30 липня 2014    | 9,5 %          | 10,6 %       | 11,2 %         | 12,1 %      |
| 12               | 31 липня 2014    | 9,4 %          | 11,2 %       | 11,7 %         | 12,8 %      |
| 13               | 6 серпня 2014    | 9,9 %          | 10,3 %       | 10,5 %         | 11,5 %      |
| 14               | 7 серпня 2014    | 9,6 %          | 10,3 %       | 12,2 %         | 13,1 %      |
| 15               | 13 серпня 2014   | 10,1 %         | 10,6 %       | 11,1 %         | 11,3 %      |
| 16               | 14 серпня 2014   | 10 %           | 10,4 %       | 11 %           | 10,7 %      |
| 17               | 20 серпня 2014   | 9,4 %          | 9,4 %        | 11,1 %         | 11,4 %      |
| 18               | 21 серпня 2014   | 10 %           | 10,7 %       | 11,7 %         | 11,9 %      |
| 19               | 27 серпня 2014   | 8,8 %          | 9,8 %        | 10,8 %         | 11,7 %      |
| 20               | 28 серпня 2014   | 9 %            | 9,4 %        | 11,5 %         | 12,5 %      |
| 21               | 3 вересня 2014   | 9,1 %          | 9,2 %        | 11,8 %         | 12 %        |
| 22               | 4 вересня 2014   | 9,8 %          | 10,5 %       | 12,8 %         | 13 %        |
| Середній рейтинг | Середній рейтинг | 9,1 %          | 9,8 %        | 10,7 %         | 11,2 %      |

## Нагороди
| Рік  | Нагорода                                           | Категорія                                                 | Отримувач               | Результат | Примітки |
| ---- | -------------------------------------------------- | --------------------------------------------------------- | ----------------------- | --------- | -------- |
| 2014 | 28-ма Премія KBS драма                             | Нагорода за майстерність (актор середньотривалої драми)   | Лі Джун Гі              | Перемога  | [ 8 ]    |
| 2014 | 28-ма Премія KBS драма                             | Нагорода за майстерність (акторка середньотривалої драми) | Нам Сан Мі              | Перемога  | [ 8 ]    |
| 2014 | 28-ма Премія KBS драма                             | Краща пара                                                | Лі Чун гі та Нам Сан Мі | Перемога  | [ 8 ]    |
| 2015 | 48th WorldFest-Houston International Film Festival | Gold Remi for TV Miniseries                               | «Чосонський стрілець»   | Перемога  |          |
| 2015 | 10-та Сеульська міжнародна премія драми            | Видатна Корейська драма                                   | «Чосонський стрілець»   | Перемога  | [ 9 ]    |
| 2015 | 10-та Сеульська міжнародна премія драми            | Видатний корейський актор                                 | Лі Чун Гі               | Перемога  | [ 9 ]    |